# Grotrian-Steinweg
Grotrian-Steinweg, conocido como Grotrian en los EE.UU., es una empresa alemana fabricante de pianos de lujo como pianos de cola y pianos verticales. La compañía tiene su sede en Braunschweig, Alemania.

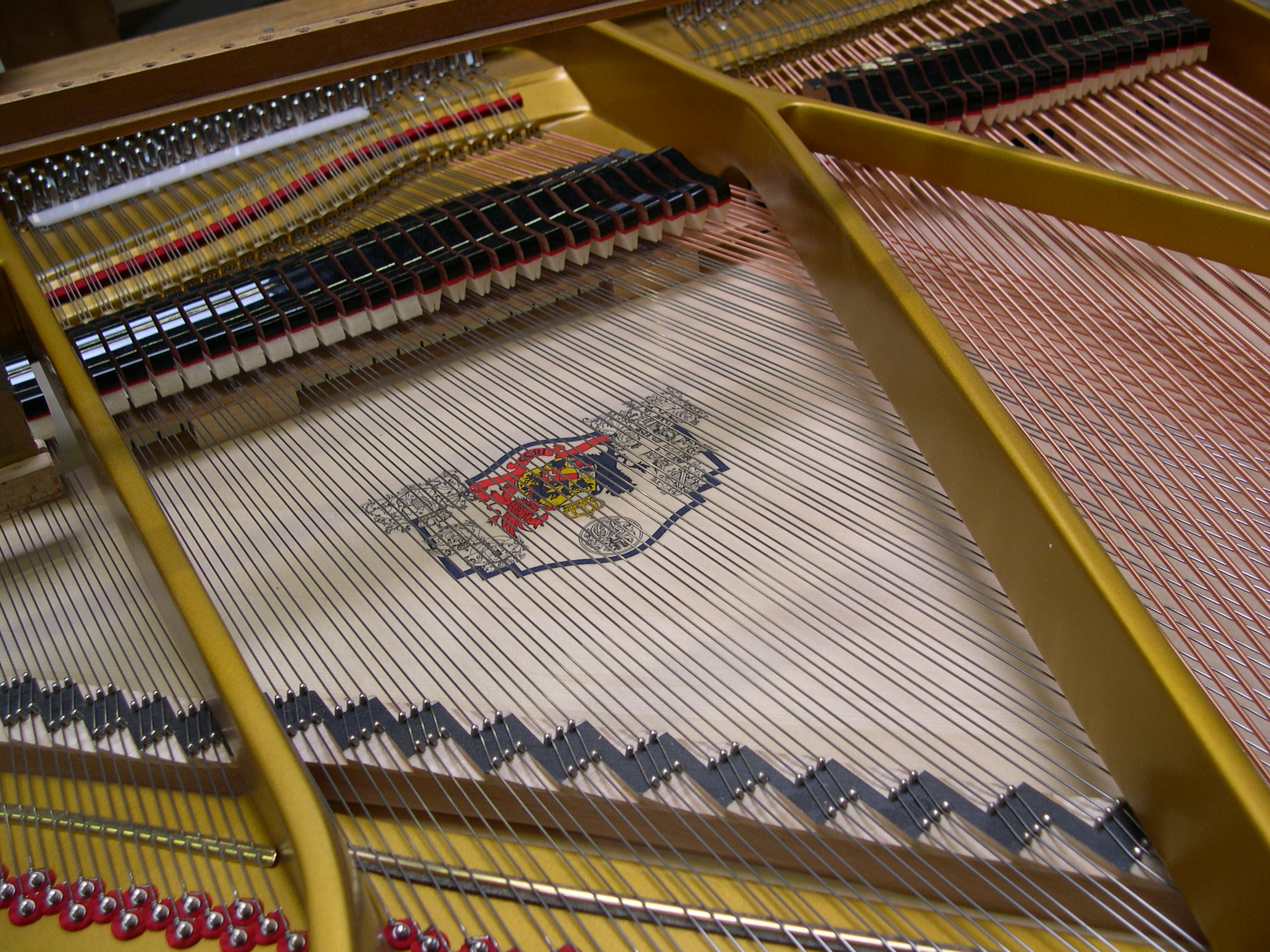
Grotrian-Steinweg mecanismo de piano interno

Los comienzos de Grotrian-Steinweg se remontan a 1835 cuando se construyó el primer piano Steinweg construido por Heinrich Engelhard Steinweg (más tarde conocido como Henry Steinway después de emigrar a los EE.UU., donde fundó Steinway & Sons). En 1856, Friedrich Grotrian se convirtió en socio, en 1865 su hijo Wilhelm Grotrian y dos socios compraron la fábrica y el derecho a comercializar sus pianos como sucesores de la marca Steinweg. Las generaciones posteriores de miembros de la familia Grotrian convirtieron la empresa en uno de los mejores fabricantes de piano en Alemania. Los pianos Grotrian-Steinweg fueron los preferidos de algunos famosos pianistas, y recibieron elogios en la Feria Mundial de Chicago. Grotrian-Steinweg gestionaron una orquesta y una sala de conciertos, y establecieron puntos de venta en media docena de las ciudades más importantes de Alemania, y en 1920, también en Londres. En su punto de máxima actividad a finales de 1920, Grotrian-Steinweg empleaba 1000 personas y fabricaba 3000 pianos al año. 
La depresión económica en la década de 1930 y la guerra en la década de 1940 afectó seriamente la empresa al perder por completo su fábrica. Al concluir la guerra la familia reconstruyó la fábrica y volvió a establecer su reputación por la calidad del trabajo.
Grotrian-Steinweg buscó expandirse hacia los EE.UU. en la década de 1960 con la intención de beneficiarse de la similitud entre las marcas Steinweg y Steinway & Sons. Steinway & Sons presentó una demanda para impedir la práctica, lo que resultó en una decisión de 1975 por la Corte de Apelaciones de Estados Unidos para el Segundo Circuito. El caso sentó un precedente en la descripción de "la confusión de interés inicial": que la marca Grotrian-Steinweg podría hacer que los compradores de piano confundieran temporalmente su marca con la marca Steinway & Sons. El tribunal ordenó que Grotrian-Steinweg dejara de vender pianos en los EE. UU. bajo el nombre "Steinweg". Después, la compañía formó una entidad de negocio llamado Compañía Grotrian piano, a través de la cual se vende pianos en América del Norte.

## Siglo XIX

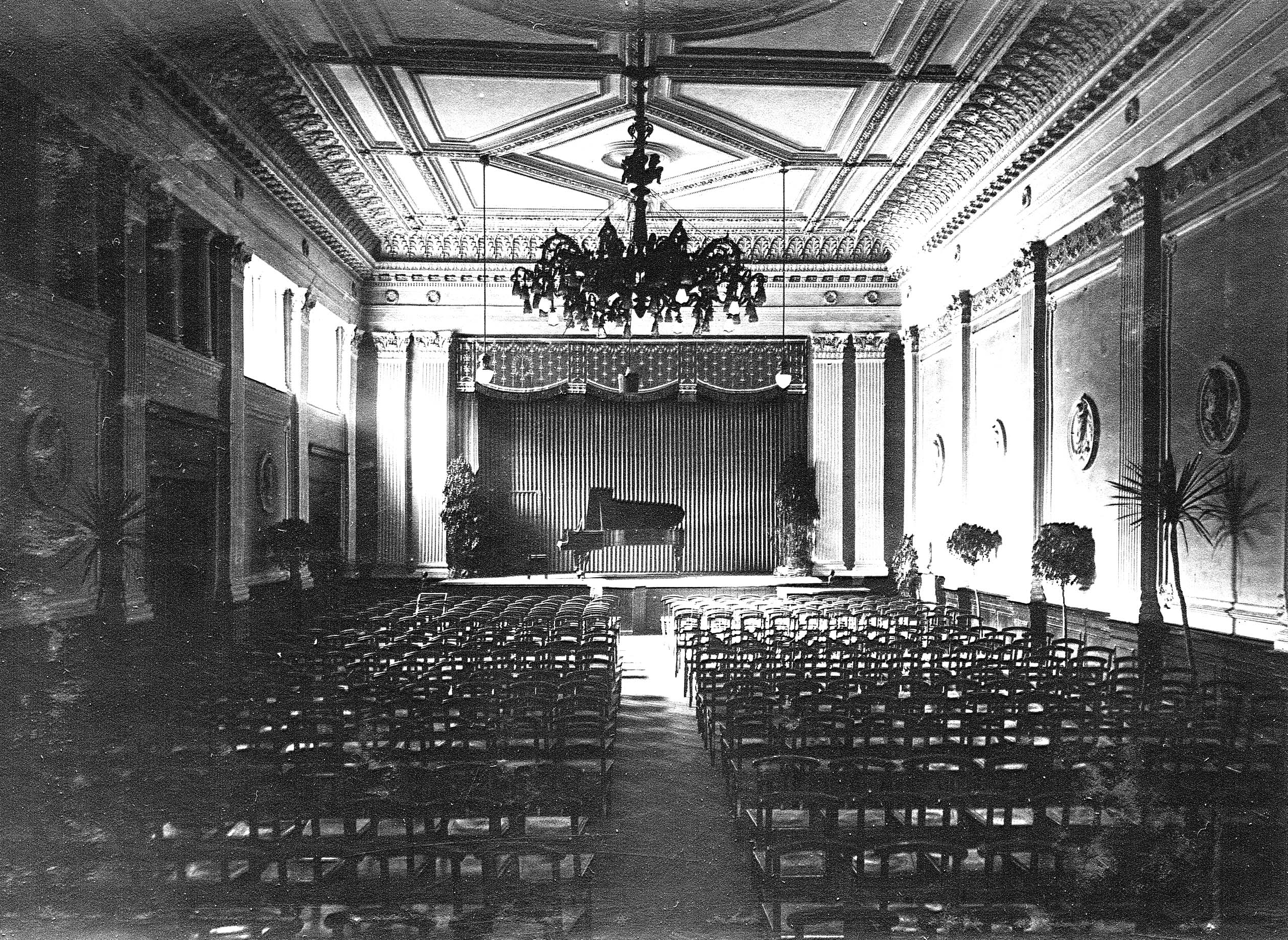
El Grotrian-Steinweg Concert Hall en Braunschweig

Georg Friedrich Karl Grotrian, llamado Federico, nace en 1803 en Schöningen, Alemania. Alrededor de 1830 se instaló en Moscú para vender pianos. Se asocia con una pequeña empresa constructora de pianos basada en San Petersburgo, e incluye estos pianos entre los distintos instrumentos ofrece en su exitosa tienda de instrumentos musicales en Moscú.
En Alemania, Heinrich Engelhard Steinweg (1797-1871) comienza a fabricar pianos en 1835 en su casa en Seesen al pie de las montañas Harz; una fuente de fina madera de haya y abeto para los instrumentos. Entre los pianos que Steinweg construye en su primer año se cuenta un  piano cuadrado diseñado y construido para Friedrick Grotrian. (Este instrumento se encuentra ahora en el museo Braunschweig). H.E. Steinweg presentó tres de sus pianos en una feria del estado en 1839, dos de ellos pianos cuadrados, pero su piano de cola tuvo un amplio reconocimiento.  En 1850, H.E. Steinweg se mudó junto con gran parte de su numerosa familia a la ciudad de Nueva York, dejando la fábrica de pianos a cargo de su hijo mayor CF Theodor Steinweg (1825-1889) que se quedó en Alemania para operarla bajo su propio nombre. Mientras tanto, en Nueva York, la familia Steinweg americanizaron su apellido por el de Steinway y en 1853 fundaron la empresa fabricante de pianos Steinway & Sons.
Poco después de asumir la propiedad de la antigua fábrica de su padre, C.F. Theodor Steinweg la trasladó a Wolfenbüttel cerca de Braunschweig. Allí conoció a Friedrich Grotrian que estaba en viaje de negocios. En 1854, Friedrich Grotrian recibió la farmacia Müller-Mühlenbein como una herencia de un tío, así que se mudó de vuelta a Alemania para gestionarla. Grotrian se unió como socio a la empresa C.F .Theodor Steinweg piano  en 1856.
En 1857, CF Theodor Steinweg y Grotrian trasladron la fábrica de pianos de Braunschweig, a una mansión de un ex alcalde en la calle 48 Bohlweg en la parte interior, medieval de la ciudad. La compañía empleaba a unas 25 personas en este momento. Friedrich Grotrian murió el 11 de diciembre de 1860, dejando a su parte de la compañía a su hijo Wilhelm (1843-1917). En 1865, Theodor CF Steinweg se necesitaba por su familia en Nueva York para ayudar a controlar el Steinway & Sons de sus hermanos Henry y Charles murió. Wilhelm Grotrian se unió a dos de los obreros-el piano de Adolfo Helfferich y HDW-Schulz para comprar la participación de CF Theodor Steinweg del edificio. La nueva asociación pagado por el derecho a usar la marca "Th CF. Steinweg Nachf.", Que significa "sucesor de Teodoro Steinweg CF". (Nachf. es una abreviatura de Nachfolger, que en alemán significa sucesor) El nombre de la empresa se convirtió en Grotrian, Helfferich, Schulz, Th Steinweg Nachf. Wilhelm Grotrian crio a dos hijos en la década de 1870: Wilhelm "Willi" Grotrian Jr (1868-1931) y Kurt Grotrian (1870-1929). 
En Nueva York, CF Theodor Steinweg (HE hijo Steinweg) cambió su nombre por el de CF Theodore Steinway, y sirvió como el líder y jefe técnico de Steinway & Sons durante quince años. No le gustaba vivir en los EE. UU., por lo que mantiene su casa en Brunswick y viajó de ida y vuelta, según sea necesario. En 1880 dejó de viajar al extranjero y comenzó una nueva fábrica de Steinway & Sons de piano en Hamburgo , compitiendo con la antigua compañía de su padre, que ahora se llama Grotrian-Steinweg, en la fabricación de pianos para los clientes europeos. Después de establecer el negocio, Steinway se retiró a Braunschweig para sus últimos años. Murió en 1889, dejando su colección de pianos al museo de la ciudad. La fábrica de Hamburgo tuvo éxito en competir contra Grotrian-Steinweg; ambas empresas eran conocidos por producir pianos de primera calidad.

## Siglo XX

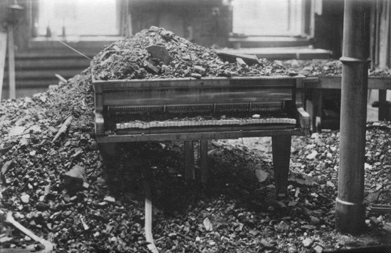
Este piano fue uno de los primeros en ser fabricado por la empresa.

En Braunschweig, Grotrian-Steinweg creció hasta tener 550 empleados en 1913, produciendo alrededor de 1600 pianos al año. La Orquesta Grotrian-Steinweg estuvo activa en Leipzig bajo la batuta del joven director de orquesta Hermann Scherchen. Grotrian tenía salas de exclusivas de venta en las ciudades de Leipzig, Hannover, Königsberg, Düsseldorf y Berlín. 
Durante la Primera Guerra Mundial, Kurt Grotrian salió de la fábrica para servir en el ejército alemán. Kurt fue herido y hecho prisionero de guerra. El anciano Wilhelm Grotrian murió en 1917. Willi Grotrian, su hijo, dirigió la empresa, pero la misma se redujo considerablemente en mano de obra y en los pedidos de los pianos. Después de la guerra, la empresa reanudó sus operaciones y se expandió estableciendo en 1920 una tienda en Londres bajo el nombre Grotrian-Steinweg. La fuerza de trabajo aumentó a 1000. En 1924, Grotrian-Steinweg construyó un piano inusual para la música microtonal del compositor Iván Wyschnegradsky. El piano tenía tres teclados, y las cuerdas afinadas un cuarto de tono de distancia. En 1927, Grotrian-Steinweg estaba construyendo alrededor de 3.000 pianos al año. Este número se redujo significativamente en la década de 1930 durante la Gran Depresión; menos de 500 pianos se hicieron en 1931, y la fuerza de trabajo se redujo a menos de 200 personas.
Kurt Grotrian enfermó gravemente a finales de 1920, y en 1928 hizo accionistas a sus dos hijos, Erwin (1899-1990) y Helmut (1900-1977). En 1929, Kurt Grotrian murió de complicaciones de su vieja herida de guerra. Willi Grotrian murió en 1931. 
Durante la Segunda Guerra Mundial, la fábrica Grotrian-Steinweg (como muchas otras en Alemania) recibió la orden de cambiar a la fabricación de piezas para aviones. La fábrica fue destruida en 1944 por el bombardeo de Braunschweig, al igual que la mansión del Fundador en el centro de la ciudad.  Al terminar la guerra, Erwin y Helmut reconstruyeron la fábrica. En 1948, la producción se había reanudado. El compositor y pianista Wilhelm Kempff fue un admirador de la "sonoridad y la ejecución exquisita" de los pianos construidos en la posguerra.

## Las operaciones actuales

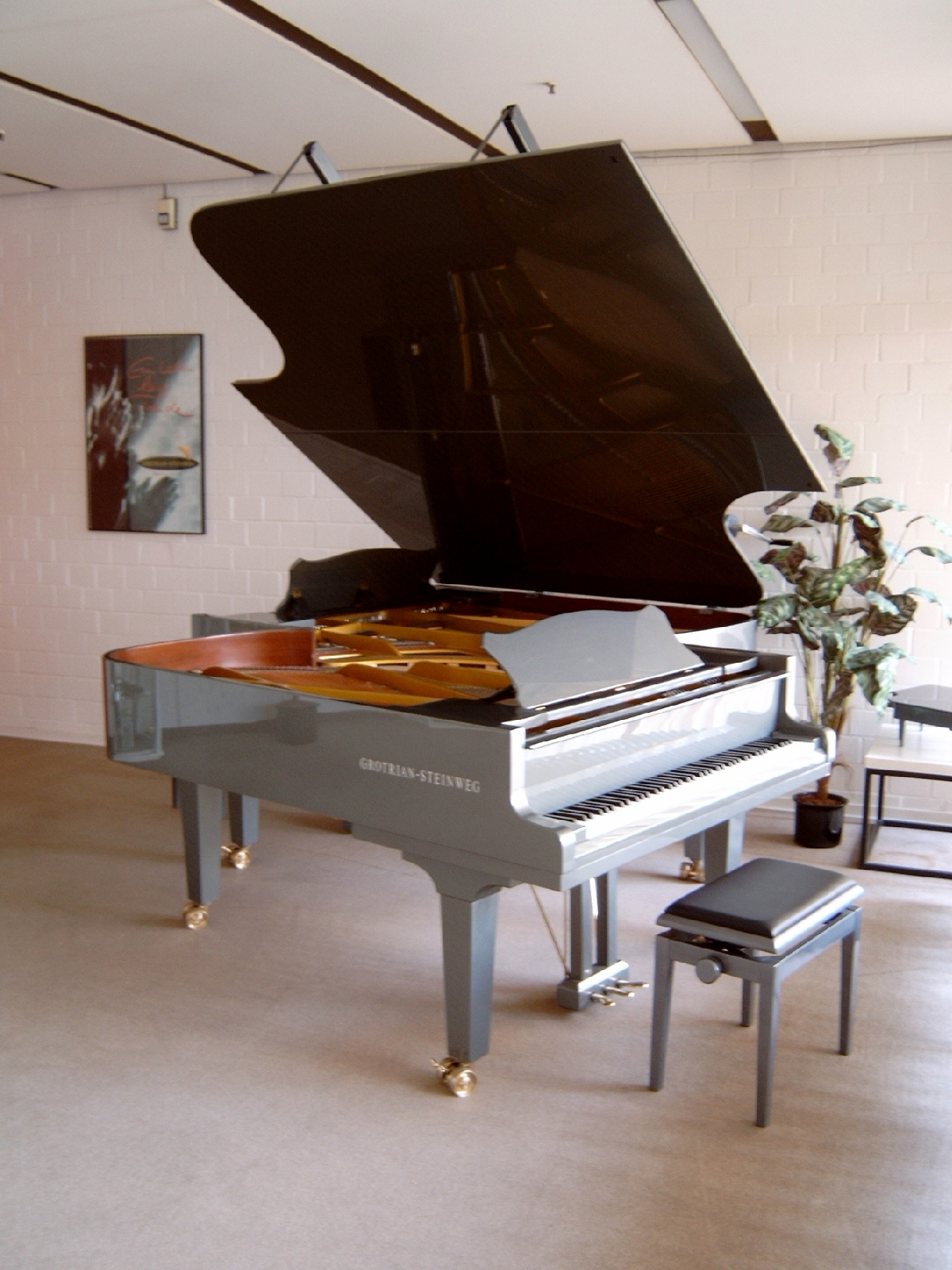
Piano hecho para tocar en dúo

En 1974, la familia Grotrian-Steinweg construyó una nueva fábrica en el noroeste de Braunschweig en Grotrian-Steinweg Street, muy cerca de Bundesautobahn 2, una importante autopista este-oeste. Después que Helmut y Erwin Grotrian-Steinweg supervisaron la construcción se retiraron, dejando Knut, hijo de Helmut, a cargo de la fábrica. Esta fábrica es el centro de la producción de Grotrian-Steinweg. En 1999, Knut Grotrian-Steinweg renunció a la supervisión activa de la empresa, y delegó la gestión ejecutiva en manos de Burkhard Stein, gerente industrial y constructor de pianos. A partir del 2012, la compañía Grotrian-Steinweg es propiedad de las hijas de Erwin Grotrian, con un hijo de Knut la sexta generación de Jobst Grotrian (n. 1969) como accionista.  Cada año, la empresa produce alrededor de 500 pianos en seis tamaños y 100 pianos de cola en cinco tamaños diferentes. Se fabrican 20 pianos de cola de concierto al año, cada uno de ellos demanda 8 meses de fabricación. En 2010, la compañía fabricó un modelo especial por su 175 aniversario, un piano vertical llamado Composé Exclusif, de los cuales se produjeron 50.
En el 2011, Larry Fine opinó que los modernos pianos Grotrian-Steinweg se encuentran entre los de "más alta calidad"— a la par de Bösendorfer, el Steinway construido en Hamburgo y Fazioli, y con una calidad superior a los pianos Steinway construidos en Nueva York.

## Los admiradores
Los siguientes pianistas y compositores han expresado su admiración por los pianos Grotrian-Steinweg: 
- Eugen d'Albert
- Julie Andrews
- Claudio Arrau
- Jean Françaix
- Walter Gieseking
- Hans Werner Henze
- Paul Hindemith
- Wilhelm Kempff
- Jacques Loussier
- Elly Ney
- Garrick Ohlsson
- Ignacy Jan Paderewski
- Ivo Pogorelić
- Clara Schumann